# Fluchtgefahr
Die Fluchtgefahr ist neben dem dringenden Tatverdacht und der Verhältnismäßigkeit eine der drei Voraussetzungen der Anordnung von Untersuchungshaft im Recht Deutschlands nach § 112 Abs. 2 Nr. 2 StPO.

## Voraussetzungen
Die Fluchtgefahr muss sich aus bestimmten Tatsachen, die im Freibeweisverfahren festgestellt werden, ergeben. Aus dem Begriff der Gefahr ergibt sich, dass es – anders als bei dem Merkmal der Flucht – für die Anordnung genügt, wenn eine überwiegende oder zumindest höhere Wahrscheinlichkeit dafür gegeben ist, dass sich der Beschuldigte dem Verfahren entziehe als dass er für das Verfahren zur Verfügung stehen werde.
Die Überzeugung, dass der Beschuldigte auch tatsächlich fliehen wird, ist nicht Voraussetzung dieses Tatbestandsmerkmals. Unerheblich ist, dass sich der Beschuldigte in anderer Sache in Strafhaft/Verwahrung befindet, weil es auf die Prognose ankommt, ob der Beschuldigte nach der Haftentlassung fliehen werde. Entscheidungserheblich ist der Erwartungshorizont der Ermittlungsbehörden bzw. des Ermittlungsrichters.

## Abwägung
Im Rahmen der Entscheidungsfindung sind alle Umstände, die für oder gegen Fluchtgefahr sprechen, abzuwägen. Die Höhe der zu erwartenden Strafe einerseits und soziale Bindungen des Beschuldigten andererseits sind dabei wichtige Gesichtspunkte. Ein Gesichtspunkt allein wird in der Regel Fluchtgefahr nicht begründen können. Der Gesichtspunkt der Ausländereigenschaft oder der Straferwartung ist isoliert betrachtet ohne Aussagekraft, weil es immer auf eine Gesamtschau ankommt. Auch der zu erwartende Widerruf einer Strafaussetzung zur Bewährung kann die Fluchtgefahr begründen.

## Aktuell
Ob hinsichtlich der neuerlichen Straftat während der Bewährungszeit (§ 56f Abs. 1 Nr. 1 StGB) bereits ein rechtskräftiges Urteil vorliegen muss, ist nach einer neueren Entscheidung des Europäischen Gerichtshofs für Menschenrechte in Straßburg (EGMR) strittig.